# Apristurus stenseni
Apristurus stenseni е вид пилозъба акула от семейство Scyliorhinidae.

## Разпространение и местообитание
Видът е разпространен в Панама.
Среща се на дълбочина от 915 до 975 m.